# Cicadoforma vau-nigrum
Cicadoforma vau-nigrum is een vlinder uit de familie van de uilen (Noctuidae). De wetenschappelijke naam van de soort werd voor het eerst geldig gepubliceerd in 1913 door Hampson als Gaujonia vau-nigrum.